# St. Louisville
St. Louisville – wieś w Stanach Zjednoczonych, w stanie Ohio, w hrabstwie Licking.